# Scatimus simulator
Scatimus simulator là một loài bọ cánh cứng trong họ Bọ hung (Scarabaeidae).